# Jemeljan Sofronovič Basov
Jemeljan Sofronovič Basov, rusky Емельян Софронович Басов (1705 – 1765 Něrčinsk), byl sibiřský kozák a ruský průzkumník Kamčatky a Komandorských ostrovů.

## Život
Není známo, odkud Basov pocházel. Ještě než dosáhl dvaceti let, seznámil se na řece Leně s mnichem Ignácem, objevitelem Kurilských ostrovů, který právě na nějakou dobu odložil svou mniškou sutanu a táhl s kozáky a dobrodruhy na sever k arktickým mořím pátrat po ložiscích železné rudy. Basov se k němu připojil a naučil se stavět malé námořní kozácké lodě (tzv. šitiky) a přežívat v arktických pustinách.
V roce 1733 byl Basov jmenován do kozáckého vedení přístavu Ochotsk, povýšen na poddůstojníka a vyslán sbírat jasak na Kamčatku. Následně byl Basov odeslán do Moskvy jako doprovod vybraného jasaku – prvotřídních sobolích kožešin. Když v Moskvě uviděl, za jaké ceny se tam kožešiny prodávají, rozhodl se získat bohatství a slávu objevením nových zemí plných kožešin, požádal proto o povolení vydat se objevovat nové země. Toto povolení od ruských úřadů získal. V Irkutsku dostal Basov dary pro domorodce, zbraně a střelný prach. Nový velitel Ochotsku hrabě Anton Manujlovič Devier nedovolil ale Basovovi výstavbu lodi na státní náklady.
Bez peněz na výstavbu lodě se až v roce 1742 Basov dostal opět na Kamčatku a to jako doprovod vyhnaného knížete Alexandra Dolgorukova. V Bolšerecku se Basov setkal s dánským navigátorem v ruských službách Martinem Petrovičem Spanbergem, jedním z velitelů Velké severní expedice. Jemeljanovi se podařilo přesvědčit Spanberga, aby ho společně s jeho bratrem přijal k výpravě na Kurilské ostrovy. Ale v polovině plavby ho Spanberg bez udání důvodu poslal zpět na Kamčatku. Ve stejnou dobu se na Kamčatku vrátila loď Svatý apoštol Pavel, jehož posádka přezimovala na Komandorských ostrovech a vykládala o kožešinovém bohatství ostrovů a také o četných vzdálených ostrovech, ležících u pobřeží Ameriky. Basov se rozhodl získat povolení pro plavbu na Komandorské ostrovy. V Nižněkamčatsku se spojil s moskevským kupcem Serebrjannkovem a najal za podíl na zisku kozáky, námořníky a další dobrodruhy. Na dluh nechal postavit malou loď – šitik, tak jak ho kdysi naučil mnich Ignác. Loď se nazývala šitik, protože chyběli hřebíky a prkna lodě tak musela být sešita velrybími kosticemi.
Dne 1. srpna 1743 vyplul Basov na šitiku Svatý Petr a po pěti dnech přistál na Komandorských ostrovech. A lov předčil všechna jeho očekávání. Celkem bylo uloveno více než 4000 polárních lišek a 1200 bobrů (ve skutečnosti mořských vyder). A díky dobrému počasí viděl Basov v dálce na východě další země.
Po návratu na Kamčatku splatil všechny své dluhy a tím otevřel Rusům cestu k ostrovnímu bohatství. Na Kamčatku dorazila tzv. kožešinová horečka. Na druhé plavbě bylo již více lovců a přezimovali na Měděném ostrově. Basov toužil objevit nové země, ale jeho posádka se proti němu vzbouřila, protože lovci nechtěli nové země, chtěli jen kožešiny a těch všude bylo dost. Basov se po návratu z další lovecké výpravy stal boháčem a toužil objevit bájnou zemi Joao da Gamy, které se někdy přezdívalo i Stellerova země, protože po ní aktivně pátral v roce 1741 Georg Wilhelm Steller a ve svém lodním deníku se zmínil, že tato tajemná země musí být nedaleko Komandorských ostrovů. Basovovi společníci, ale neměli zájem o hledání bájné země, chtěli hlavně bohatství z kožešin z ostrovů, které již znali. Obchodní partneři ani ostatní lovci nechtěli riskovat plavby k neznámým novým zemím a tak Basova odvolali z vedení jeho vlastní obchodní společnosti.
V létě 1747 do Nižněkamčatsku dorazil Michail Nevodčikov a donesl tam zprávu o svém objevu Aleutských ostrovů. Byla to krutá rána pro Basovovu hrdost, protože tyto ostrovy si umínil objevit on. A proto se rozhodl vydat na další plavbu a objevit novou zemi. Při plavbě ale ztroskotal, podařilo se mu ale dostat i tak zpět na Kamčatku. Spolu s nákladem kožešin dovezl i 50 liber mědi z Měděného ostrova. Měď byla poslána do Irkutska a poté do hlavního města, de byla prozkoumána Michailem Lomonosovem, který byl překvapen její vysokou kvalitou. A Basov se rozhodl, že využije ložiska mědi k průmyslovému rozvoji oblasti. Věřil, že hory na Měděném ostrově jsou plné mědi. Kamčatští obchodníci neměli zájem o další plavby na Měděný ostrov, kde byla vybita většina kožešinové zvěře, chtěli plout k novým ostrovům. Basov na své náklady začal připravovat průzkum ložisek mědi, otevření dolů. V roce 1750 Basovův šitik Svatý Petr ztroskotal nedaleko ostrova Attu, byla to pro Basova velká finanční rána. Do roku 1755 byl hornickým mistrem Petrem Jakovlevem prozkoumán Měděný ostrov a bylo zjištěno, že na ostrově nejsou žádné průmyslové zásoby mědi, že se těžba nevyplatí. Veškeré náklady na průzkum ložisek byly vymáhány po Jemeljanovi, který tak zbankrotoval.
Basov se tak rozhodl rychle přijít k penězům na zaplacení dluhů. Přesunul se na Měděný ostrov, kde před Vánoci v roce 1755 odléval z mědi falešné peníze. Ale plán na získání peněz mu nevyšel. Padělatel Basov byl zatčen a poslán do Irtkutska k mučení - k vyšetřování a k sodu. Po sedmi letech věznění byl dne 4. září 1762 odsouzen k doživotnímu trestu v dolech v Něrčinsku, kde v roce 1765 zemřel.